# Любимова, Татьяна Петровна
Татья́на Петро́вна Люби́мова (род. 13 марта 1949, Удмуртская АССР, СССР) — советский и российский физик, доктор физико-математических наук (1995), профессор (1997), заслуженный деятель науки Российской Федерации (2016). Специалист по тепловой конвекции, конвективной и гидродинамической устойчивости неньютоновских жидкостей. Лидер научного направления «Конвективная и гидродинамическая неустойчивость. Гидродинамика многофазных сред. Вибрационная гидродинамика» в ПГНИУ.

## Биография
В 1971 году окончила физический факультет Пермского университета, с того же года — инженер отдела физики полимеров УрО АН СССР. С образованием в Перми Института механики сплошных сред занимала должности младшего (1976—1983), старшего (1983—1995), ведущего (1995—2006) научного сотрудника.
В 1980 году в Томском университете защитила кандидатскую диссертацию «Численное исследование конвекции неньютоновской жидкости в ограниченных объёмах», в 1995 году — докторскую диссертацию «Некоторые задачи гидродинамики и теплообмена в условиях микрогравитации».
С 1997 года — профессор кафедры механики сплошных сред, с 1998 года — профессор, с 2012 по 2014 год — заведующий кафедрой теоретической физики Пермского университета.
С 2002 года — заведующая лабораторией вычислительной гидродинамики Института механики сплошных сред УрО РАН.
Муж — физик Д. В. Любимов (1949—2012).

## Научная деятельность
Основные работы посвящены теории тепловой конвекции, конвективной и гидродинамической устойчивости неньютоновских жидкостей, исследованию влияния вибраций на поведение неоднородных гидродинамических систем.
Член редколлегий сборников научных статей «Гидромеханика и процессы переноса в невесомости», «Технологические эксперименты в невесомости», «Неравновесные процессы в магнитных суспензиях», «Численное и экспериментальное моделирование гидродинамических явлений в невесомости», «Нелинейные задачи динамики вязкой жидкости», «Reviewed Proceedings of the First International Symposium on Hydromechanics and Heat/Mass Transfer in Microgravity», «Гидродинамика», «Вибрационные эффекты в гидродинамике», «Vibrational Effects in Fluid Dynamics». Член редакционной коллегии научного журнала «Вычислительная механика сплошных сред» УрО РАН.
Учёный секретарь, заместитель председателя и член научных и организационных комитетов многих всесоюзных, российских и международных конференций. Руководитель грантов РФФИ, Международных проектов по программам Европейских комиссий в области информационных технологий и INCO-COPERNICUS, Российско-Французской сети по совместной подготовке аспирантов.
Член Рабочей группы Европейского космического агентства по диффузии в неметаллических смесях, в которую входят входят учёные Бельгии, Франции, Германии, Испании, России, Японии и Канады. Группа занимается реализацией проекта «DCMIX», в рамках которого осуществляются подготовка и проведение экспериментов на Международной космической станции по измерению коэффициентов диффузии и термодиффузии в трехкомпонентных смесях.
В ПГНИУ является лидером научного направления «Конвективная и гидродинамическая неустойчивость. Гидродинамика многофазных сред. Вибрационная гидродинамика».

## Избранные научные работы

### Книги
- Любимов Д. В., Любимова Т. П., Черепанов А. А. Динамика поверхностей раздела в вибрационных полях. М.: Физматлит, 2003, 216 с.
- Физическая гидродинамика. Расчётный семинар : учеб. пос. / Д. В. Любимов, Т. П. Любимова. — Пермь : Пермский гос. ун-т, 2007. — 83 с. : ил.; 20 см. ISBN 5-7944-0818-9 (в обл.)

### Статьи
- Любимова Т. П. О конвективных движениях неньютоновской жидкости в замкнутой полости, подогреваемой снизу // Изв. АН СССР. МЖГ. 1974. № 2. С. 181—184.
- Shliomis M. I., Lyubimov D.V., Lyubimova T. P. Ferrohydrodynamics: an essay on the development of ideas // Chemical Engineering Communications. 1988. Vol. 67. P.275-290.
- Lyubimova T., Caglio S., Gelfi C., Righetti P. G. and Rabilloud Th. Photopopymerization of Polyacrylamide Gels with Methylene Blue // Electrophoresis.1993. Vol.14. P. 40-50.
- Lyubimov D.V., Lyubimova T.P., Meradji S., Roux B. Vibrational control of crystal growth from liquid phase // J. Crystal Growth. 1997. Vol.180. P. 648—659.
- Lyubimov D., Lyubimova T., Vorobev A., Moitabi A., Zappoli B. Thermal vibrational convection in near-critical fluids. Part I: Non-uniform heating // JFM. 2006. 564. 159—183.
- Lyubimov D. V., Lyubimova T. P. and Shklyaev S. V. Behavior of a drop on an oscillating solid plate // Phys. Fluids. 2006.18. 012101.
- Shevtsova V., Melnikov D., Legros J.C., Yan Y., Saghir Z., Lyubimova T., Sedelnikov G., Roux B. Influence of vibrations on thermodiffusion in binary mixture: A benchmark of numerical solutions // Phys. Fluids. 2007.19. 017111
- Любимова Т. П., Паршакова Я. Н. Устойчивость равновесия двухслойной системы с деформируемой поверхностью раздела и заданным тепловым потоком на внешних границах // Изв. РАН. Механика жидкости и газа. 2007, № 5. С. 19-29.
- Lyubimov D. V., Shklyaev S., Lyubimova T. P., Zikanov O. Instability of a drop moving in a Brinkman porous medium. // Phys. Fluids. 2009. Vol. 21. 014105. 9 p.
- Любимова Т. П., Паршакова Я. Н. Моделирование распространения тепловых загрязнений в крупных водных объектах // Вода и экология: проблемы и решения. 2019.

## Награды и премии
- Лауреат конкурса «Женщины Перми — 2002» в номинации «Королева науки»
- Премия Пермского края в области науки I степени за лучшую работу в области механики и процессов управления (2010).
- Заслуженный деятель науки Российской Федерации (2016)[5]
- Почётный диплом имени Н. А. Семихатова (УрО РАН, 23 июня 2022) — за серию работ «Создание новых методов управления поведением многокомпонентных и многофазных сред, позволяющих повысить эффективность технологических процессов, в частности, обогащения калийных руж методом флотации; разработка новых подходов к повышению качества воды, забираемой из крупных водных объектов»
- Строгановская премия в номинации «За высокие достижения в науке и технике» (2022)[6]
- Премия имени академика Л. И. Седова за 2024 год[7]